# École nationale supérieure d'électronique, informatique, télécommunications, mathématiques et mécanique de Bordeaux

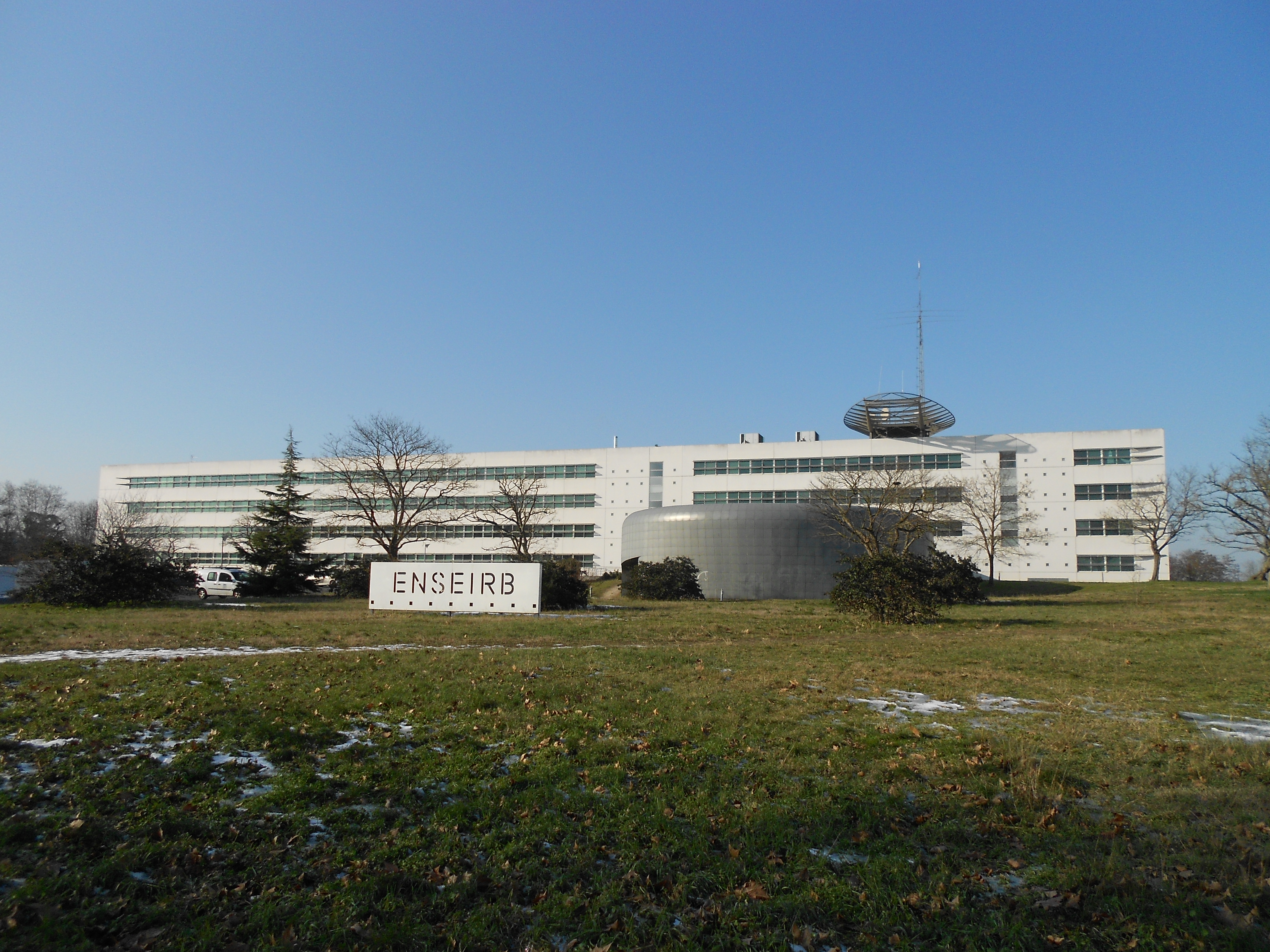
ENSEIRB Bordeaux 2012.

École nationale supérieure d'électronique, informatique, télécommunications, mathématiques et mécanique de Bordeaux (ENSEIRB - MATMECA) är en fransk Grande École, det vill säga en typ av universitet, som utexaminerar generalistingenjörer i västra Frankrike (Talence), och som är medlem av France AEROTECH.